# Roy Pugh
Roy Pugh (Kanada, Ontario, Newmarket, 1946. november 14. –) kanadai profi jégkorongozó.

## Karrier
Junior karrierjéről nincsenek adatok. Az 1963-as NHL-amatőr drafton a Montréal Canadiens választotta ki a 3. kör 13. helyén. Ekkor az OHA Jr. C-ben játszott egy aurorai csapatban. Az NHL-ben sosem játszott. Felnőtt pályafutását 1967-ben kezdte az IHL-es Muskegon Mohawksban és a szezon végén megnyerték a Turner-kupát. A következő évben is ebben a csapatban játszott, majd az OHA-Seniorban ment a Collingwood Kingsbe. Ezután visszavonult.

## Sikerei, díjai
- Turner-kupa: 1968